# Buda (Buzău)
Buda é uma comuna romena localizada no distrito de Buzău, na região de Valáquia. A comuna possui uma área de 44.06 km² e sua população era de 3133 habitantes segundo o censo de 2007.